# Szabadfalu (Románia)
Szabadfalu (románul: Freidorf, németül: Freidorf) Temesvár városrésze Temes megyében, Romániában. Azelőtt önálló község volt. A trianoni békeszerződés előtt Temes vármegye Központi járásához tartozott.

## Története
Szabadfalu. Temesvártól délnyugatra fekvő kisközség. Házainak száma 229, lakosaié 1448, a kik leginkább németajkúak és róm. kath. vallásúak. Postája, távírója és vasúti állomása helyben van. Eredeti neve Freidorf volt. Egyike a legelső német telepeknek Temes vármegye területén. 1720–1730 között népesedett be. Knoll temesvári kerületi főnök 1764-ben újabb német családokat telepített ide s a helységet jelentékenyen megnagyobbította. 1838-ban 51 6/8 egész jobbágytelek volt a községben. 1848-ig a kamara volt a földesura. Az 1848–49-iki szabadságharcz alatt a temesvári várat ostromló magyar sereg egy része itt táborozott. Ezért állították fel a községben a Petőfi-emléket. A róm. kath. templom 1777-ben épült. Van itt takarék- és hitelszövetkezet, népbank, az Első Szabadfalui Gőztéglagyár Társaság téglagyára és fatelepe, Kiss és Társainak, a Merbl. Becker és Gemeinhardt és a Hofgärtner czégnek téglagyárai. A határbeli Schwarzer Mann nevű dűlőhöz az a monda fűződik, hogy ott a település első évtizedeiben egy fekete ember lakott, a ki többeket megfojtott. A községhez tartozik Frecot József-tanya.

## Nevezetes személyek
- Plesz József plébános
- Johnny Weissmuller olimpiai bajnok úszó, filmszínész